# Clio Awards
Il Clio Awards è un concorso annuale internazionale che celebra l'innovazione e l'eccellenza creativa nella pubblicità, nel design e nella comunicazione. I giudici del concorso sono un panel internazionale di professionisti della pubblicità . Nel 1991 la rivista Time ha descritto l'evento come il concorso pubblicitario internazionale più riconosciuto al mondo.

## Storia
Il Clio Awards è stato fondato da Wallace A. Ross nel 1959 e prende il nome dalla dea greca Clio, la musa mitologica nota come "proclamatrice, glorificatrice e celebratrice della storia, delle grandi opere e realizzazioni".
Il premio fu conferito per la prima volta nel 1959 dall'American TV and Radio Commercials Festival, come riconoscimento dell'eccellenza nella pubblicità televisiva . Ogni vincitore ha ricevuto una statuetta d'oro disegnata da Georg Olden . Il concorso fu successivamente ampliato per includere nel 1966 gli spot pubblicitari internazionali e nel 1967 gli annunci radiofonici statunitensi.

### Anni '70

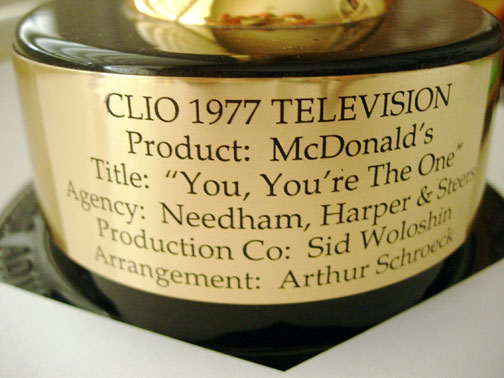
Targa incisa sul premio Clio del 1977 conferita ad Artie Schroeck per aver adattato la musica di uno spot di McDonald.

Il concorso fu acquisito nel 1972 da Bill Evans per la cifra di $150.000, che ha trasformato il Clio in una società "a scopo di lucro". Il reddito dell'azienda è così arrivato a registrare $2,5 milioni all'anno, derivanti principalmente dalle commissioni di partecipazione al concorso, le cui cifre variano dai $70 ai $100.
Evans ha ulteriormente ampliato le categorie del concorso includendo nel 1971 la pubblicità su carta stampata statunitense; nel 1972 la pubblicità internazionale su carta stampata; nel 1974 la pubblicità radiofonica internazionale; nel 1976 il packaging design statunitense; nel 1977 il packaging design internazionale e lo specialty advertising statunitense.

### Anni '80
Nel 1983 Evans ha continuato ad espandersi acquisendo la pubblicità statunitense via cavo. Le regole del concorso del 1984 richiedevano che la pubblicità candidata fosse stata trasmessa pubblicamente durante l'anno precedente. Per poter partecipare Chiat / Day dovettero quindi trasmettere la pubblicità per computer Macintosh di Apple Computer del 1984 prima del Super Bowl XVIII . Nel dicembre 1983, Apple acquistò quindi dello spazio pubblicitario sulle reti KMVT a Twin Falls, nell'Idaho, dopo le tempistiche standard, e registrò la trasmissione al fine di qualificarsi per il Clio Awards.
L'anno seguente, nel 1984, si verificò una situazione quasi identica quando l'agenzia pubblicitaria di Ziebart, Doyle Dane Bernbach, acquistò nel dicembre 1984 dello spazio pubblicitario su un canale di Detroit durante la prima partita di football del Cherry Bowl College allo scopo di rendere la pubblicità ammissibile per il concorso del 1985. Gli forzi sono stati premiati con la vittoria dello spot "Friend of the Family (Rust in Peace)" di Ziebart, che si è aggiudicato il premio Clio del 1985.
Nel 1987 Evans acquisì la pubblicità ispanica.
Il concorso del 1988 fu trasmesso in televisione sulla rete FOX e ospitato da David Leisure il 7 dicembre 1988.

### Anni '90

#### Il Clio Awards del 1991
I partecipanti ai Clio Awards del 1991, che avevano pagato il prezzo di ammissione di $125, non trovarono i biglietti pronti ad attenderli all'ingresso come promesso. Mancavano anche i rappresentanti del Clio e lo stesso presidente Bill Evans. L'evento non iniziò nei tempi previsti; i partecipanti rimasero in piedi a bere e scambiarsi voci e pettegolezzi su Evans e l'organizzazione del Clio per più di due ore. Alla fine, le luci si abbassarono e la band iniziò a suonare. Un uomo si avvicinò al microfono e cominciò a parlare. Si presentò come il ristoratore e annunciò che avrebbe provato lui a presentare ma, dopo essere stato informato che non c'era un copione e neanche la lista di vincitori, rinunciò all'impresa e se ne andò. Un secondo uomo salì sul palco e iniziò a presentare, chiaramente ubriaco. I primi premi ad essere assegnati furono per la categoria annunci stampa. Mentre i lucidi delle opere vincitrici venivano proiettati sullo schermo, al proprietario dell'opera veniva chiesto di salire sul palco, ritirare il proprio Clio e presentare se stesso e la propria agenzia. Quando l'ultimo premio della categoria fu consegnato, la band iniziò a suonare un interludio e il presentatore improvvisato iniziò a cantare. Il pubblico iniziò a fischiare e lanciare il pane e l'uomo fu costretto a lasciare il palco. Passarono alcuni minuti, ma nessuno prese il suo posto. Quando i presenti iniziarono ad andarsene, un uomo salì sul palco, si diresse verso il tavolo con le statuette rimaste, ne prese una e salutò tutti con la mano che stringeva il premio mentre lasciava il palco. Altre due persone rivendicarono quindi i loro premi; poi, improvvisamente, il palcoscenico fu invaso da dirigenti e direttori delle agenzie pubblicitarie, intenti ad arraffare i Clio rimasti. L'evento di premiazione per gli spot televisivi, in programma pochi giorni dopo, fu annullato.

#### Il fallimento del 1992
L'anno seguente, il 17 marzo 1992, la Clio Enterprises Inc., presentò istanza di fallimento, dichiarando un debito di $1.800.000 e immobilizzazioni immateriali a vita utile indefinita pari ad almeno 1 milione di dollari. Nello stesso anno, l'editore di Chicago Ruth Ratny ha acquistato il nome Clio per una somma non divulgata. Evans avrebbe richiesto 2 milioni di dollari, mentre i giornali di settore riportarono un prezzo di vendita di $10.000, che Ratny avrebbe definito basso. Ratny riorganizzò l'evento con il nuovo nome di New Clio Awards, e combinò quelli che prima erano due eventi separati in un'unica presentazione, posticipata da giugno a settembre del 1992. La rivista Advertising Age riportò un totale di 6.000 partecipanti al concorso, meno di un quarto rispetto a numero del 1990. Come compenso ai vincitori dell'edizione del 1991 che non avevano ricevuto il loro premio, la quota di iscrizione venne abbonata. Lo spettacolo del 1990 tenutosi presso il Lincoln Center for the Performing Arts attirò 1.800 partecipanti, mentre solo 500 hanno pagato per lo spettacolo del 1992 presso il Waldorf-Astoria Hotel, ospitato da Tony Randall. Vennero assegnati in tutto 86 premi per 73 categorie. Un altro grande cambiamento avvenuto con il nuovo concorso Clio è stata la concorrenza diretta tra aziende statunitensi e straniere, che ha portato l'agenzia svizzera Comsult / Advico Young & Rubicam a vincere il premio per la migliore campagna televisiva.
Un tribunale fallimentare stabilì che i creditori del concorso del 1991 dovessero essere risarciti. All'epoca, Ratny non disponeva delle risorse finanziarie necessarie ad estinguere il debito di $600.000. Il suo concittadino ed ex montatore cinfematografico, James M. Smyth, mise a disposizione la cifra necessaria e divenne l'unico proprietario del Clio. Alla vigilia di Capodanno del 1992 iniziò quindi a lavorare al concorso Clio del 1993. La cerimonia di premiazione fu nuovamente rimandata a settembre, e Jay Chiat di TBWA \ Chiat \ Day, Rick Fizdale di Leo Burnett Worldwide e Keith Reinhard di DDB Worldwide hanno aderirono al Comitato esecutivo del Clio. Nel 1997 il Clio fu venduto alla società di proprietà olandese VNU Media.

### Anni 2000
Nel 2007 VNU cambiò il suo nome in Nielsen Company. Nel 2009 e5 Global Media assunse il controllo di Clio, tramite l'acquisizione delle riviste Adweek e Billboard (tra gli altri) appartenenti a Nielsen Business Media. Nel 2010 Nicole Purcell fu nominata direttore esecutivo di Clio e Brooke Levy è stato assunto per gestire il marketing dell'organizzazione. Insieme hanno ricevuto il merito di ristabilire il Clio come il concorso creativo migliore del settore. Nel 2015, Nicole Purcell è stata promossa a Presidente.
Nel 2017, il Moving Image Archive delle biblioteche dell'Università dell'Indiana ha acquisito la Clio Awards Collection dai London International Awards, l'organizzazione che acquistò a sua volta la collezione dall'organizzazione Clio nel 1992. Composta da migliaia di bobine di pellicola da 16 e 35 mm, la collezione contiene i partecipanti e i vincitori del Clio dagli anni '60 ai primi anni '90, suddivisi in una vasta gamma di categorie. Anche i partecipanti internazionali sono inclusi nella raccolta. Il Clio fa attualmente parte di MediaBistro Holdings, un gruppo che comprende anche Adweek e The Film Expo Group ed è di proprietà di Guggenheim Partners.

## La giuria
Clio ha dichiarato che nel 2007 il concorso ha ricevuto oltre 19.000 partecipanti da tutto il mondo e ha arruolato una giuria di oltre 110 giudici provenienti da 62 paesi. Quasi due terzi dei partecipanti provenivano da paesi diversi dagli Stati Uniti.
Nel 2014 Clio ha riunito una giuria composta per il 50% da donne e per il 50% da uomini, di cui oltre il 70% di origine internazionale (non statunitense). Il 2014 è stato anche l'anno in cui Clio ha iniziato a tenere sessioni di valutazione a livello internazionale. La sessione di valutazione del 2014 si è svolta a Malta e la sessione del 2015 a Tenerife, in Spagna.
Secondo il sito web dei Clio Awards, oltre l'80% dei partecipanti viene eliminato entro i primi due round. In seguito le giurie determinano quali opere meritano di essere incluse nell'elenco dei finalisti e di ricevere quindi una medaglia di bronzo, argento o oro. Un'opera per ogni tipo di media può essere insignita del Grand Clio, il più alto onore conferito dal concorso.